# In My Time
In My Time es el noveno álbum de estudio del músico griego Yanni, lanzado bajo el sello Private Music en 1993. Este álbum, alcanzó el #1 en la lista de la Cartelera de los “Álbumes de New Age” y el lugar #24 en la “Cartelera 200”, de los mejores álbumes de todos los tiempos, tanto fue así, que alcanzó el disco de platino y se nominó para los Premios Granmy, en ese mismo año. La Gira del Concierto correspondiente a ese año llevó por nombre Yanni Live, The Symphony Concerts 1993; a su vez, Yanni expresó:
"Esto era esa clase de álbum que he estado queriendo hacer por años, -dijo Yanni-, un álbum claro y liberal que sería constante en su flujo. Quería que la audiencia sintiera al ser humano detrás de la música. Un ser humano para otro. Por esa razón, guardé los instrumentos de fondo y la realización expresamente en un mínimo".
Este es un álbum donde se pone de manifiesto otra extensión de su espíritu creativo y pasión conmovedora por la vida. Concentrándose en el piano como su instrumento principal, Yanni llena su estilo inigualable de temas transitorios, elocuentes y henchidos energía romántica, más el ritmo y las corrientes dinámicas son tan vitales para su sonido, ya que parece haber dejado de alimentar su música con el "Poder de los sintetizadores mágicos". Su romanticismo al que las efusiones dan una naturaleza personal en “In My Time”, dan por hecho este nuevo esfuerzo que debe ser recogido con el entusiasmo por todas partes, donde su expresividad es excepcionalmente profunda, y su nueva música es intensamente conmovedora sobre estos incontables momentos “en el Tiempo”.

## Temas
| #   | Tema                    | Duración |
| --- | ----------------------- | -------- |
| 1.  | "In the Morning Light”  | 3:49     |
| 2.  | "One Man's Dream”       | 2:43     |
| 3.  | "Before I Go"           | 4:30     |
| 4.  | "Enchantment"           | 3:51     |
| 5.  | "The End of August"     | 4:51     |
| 6.  | "To Take...To Hold”     | 4:01     |
| 7.  | "In the Mirror"         | 4:04     |
| 8.  | "Felitsa"               | 4:51     |
| 9.  | "Whispers in the Dark"  | 5:24     |
| 10. | "Only a Memory"         | 4:15     |
| 11. | "Until the Last Moment” | 6:22     |

## Personal
Todos los temas musicales presentes en este disco fueron compuestos por Yanni